# Ehrenfriedhof Bloemendaal

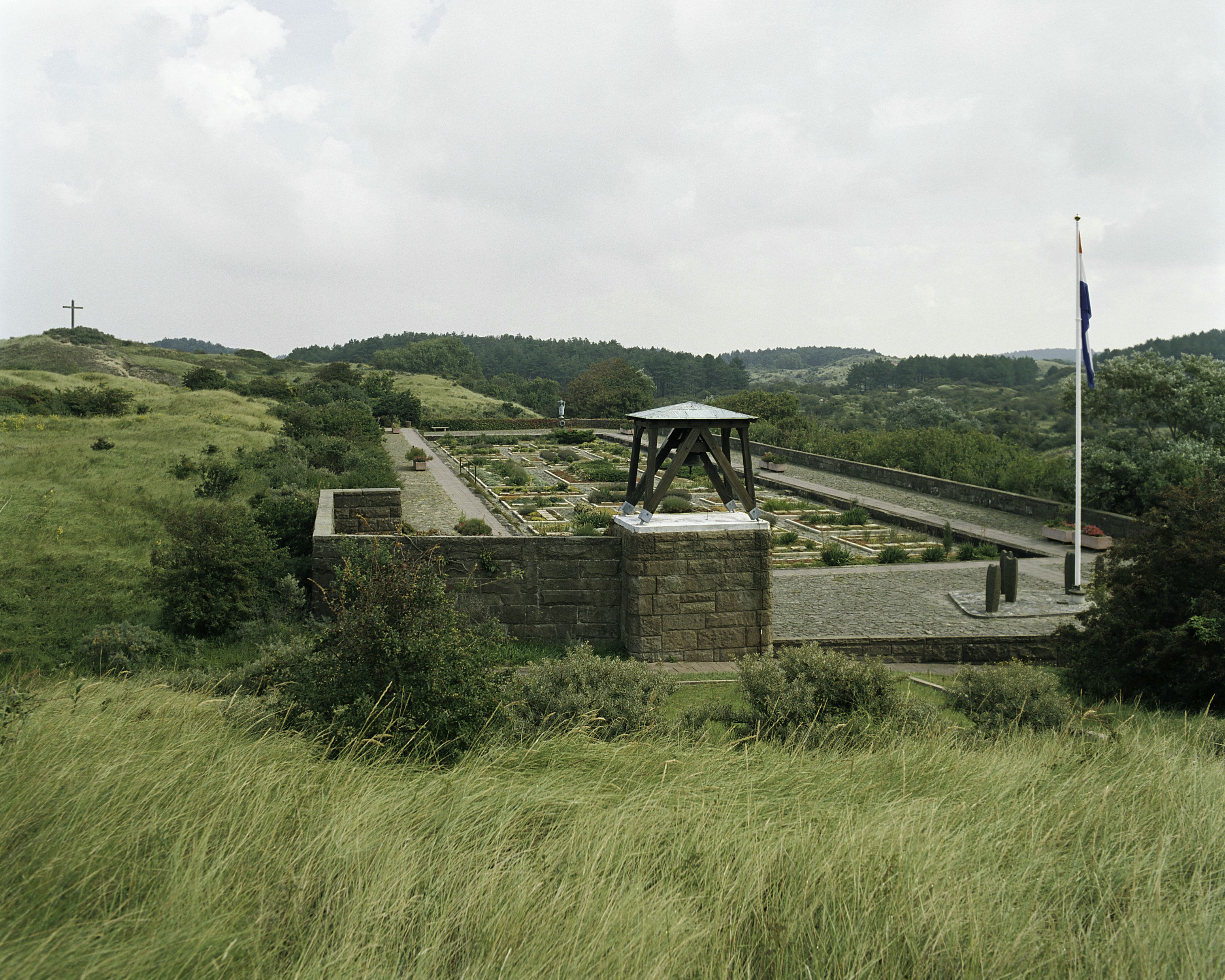
Ehrenfriedhof Bloemendaal

Der Ehrenfriedhof Bloemendaal (niederländisch Erebegraafplaats Bloemendaal) ist die letzte Ruhestätte für Widerstandskämpfer, die an verschiedenen Stellen in den Kennemerduinen bei Bloemendaal während des Zweiten Weltkriegs von den Deutschen exekutiert wurden. Die Grabstätte liegt auf einer Düne.
In den Dünen um Bloemendaal wurden 422 Opfer von Hinrichtungen an 45 verschiedenen Stellen gefunden. 372 Opfer wurden auf den 1945 eigens dafür errichteten Ehrenfriedhof umgebettet und in den Dünen Gedenksteine errichtet. 2010 wurde der Ehrenfriedhof zum Rijksmonument erklärt.

## Bekannte Opfer

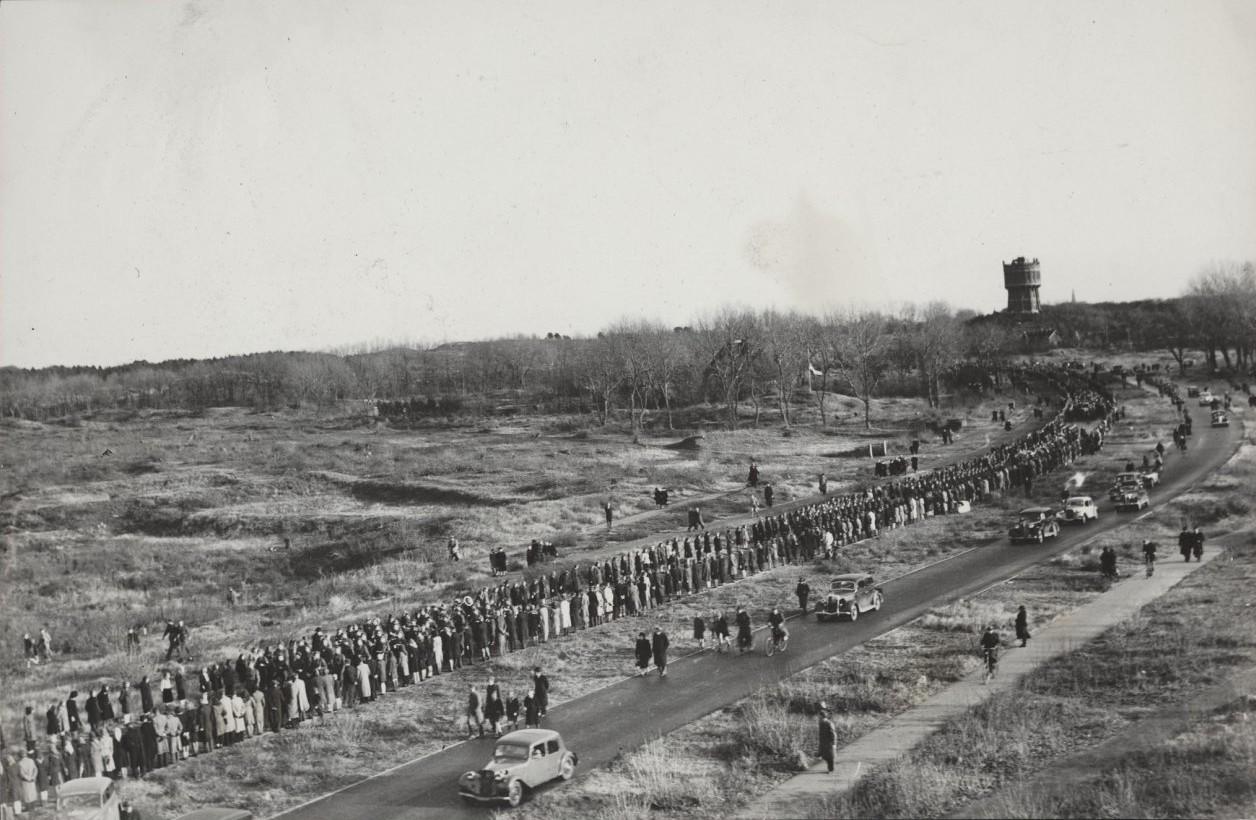
Überführungsstrecke der Opfer am Einweihungstag, 27. November 1945

- Willem Arondeus
- Johan Brouwer
- Karl Gröger
- Paul Guermonprez
- Walraven van Hall
- Johannes Post
- Hannie Schaft
- Gerrit van der Veen